# アメデーオ2世・ディ・サヴォイア
アメデーオ2世・ディ・サヴォイア （Amedeo II di Savoia, 1050年頃 - 1080年1月26日) は、サヴォイア伯、アオスタ伯、モーリエンヌ伯（在位：1078年 - 1080年）。フランス語名アメデ2世・ド・サヴォワ（Amédée II de Savoie）。

## 経歴
アメデーオ2世についてはほとんど後世に資料が残っていないため、確かなことは少ない。わかっているのは兄ピエトロ1世同様に母の言うがままであったことと、生涯に2度ローマを訪れていることだけである。

## 婚姻と子孫
ジュネーヴ伯の娘ジョヴァンナ・ディ・ジネヴラ（Giovanna di Ginevra）と結婚、以下の子をもうけた。
- ウンベルト2世 - サヴォイア伯、モーリエンヌ伯
- コスタンツァ（Costanza） - モンフェッラート侯オットーネ2世・ディ・モンフェッラート（1084年没）と結婚
- アデライデ（Adelaide, 1090年没） - コリニー家の領主マナセス5世と結婚
- アウクシリア（Auxilia） - 1080年頃、ユベール・ド・ボージュー（1101年没）と結婚

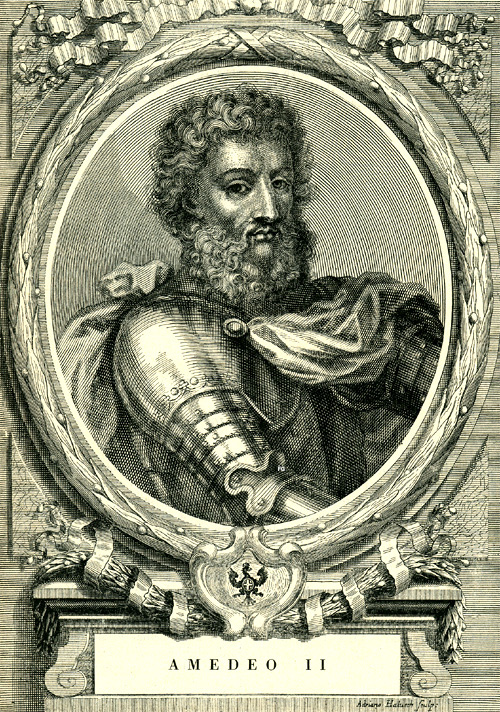
アメデーオ2世

- オッドーネ（Oddone）